# Шадбондарі
Шадбондарі (перс. شادبندري) — село в Ірані, у дегестані Ґурка, в Центральному бахші, шагрестані Астане-Ашрафіє остану Ґілян. За даними перепису 2006 року, його населення становило 73 особи, що проживали у складі 23 сімей.